# Told in the Hills
Told in the Hills è un film muto del 1919 diretto da George Melford. La sceneggiatura si basa su Told in the Hills, romanzo di Marah Ellis Ryan pubblicato a Chicago nel 1891.

## Produzione
Il film fu prodotto dalla Paramount Pictures (con il nome Famous Players-Lasky Corporation).
Venne girato dal 3 al 31 maggio 1919 nell'Idaho, a Fort Lapwai e a Lewiston, utilizzando come comparse centinaia di appartenenti alla tribù dei Nasi Forati della locale riserva indiana.

## Distribuzione
Il copyright del film, richiesto dalla Famous Players-Lasky Corp., fu registrato il 15 agosto 1919 con il numero LP14112.
Distribuito dalla Paramount Pictures (con il nome Famous Players-Lasky Corporation), il film - presentato da Jesse L. Lasky - uscì nelle sale cinematografiche statunitensi il 21 settembre 1919.
Copia della pellicola viene conservata negli archivi della russa Gosfilmofond.